# Вихід (фільм, 1960)
«Вихід» (англ. Exodus) — американський епічний драматичний фільм 1960 року, поставлений режисером Отто Премінґером за однойменним романом Леона Юріса 1958 року.
Фільм оповідає про події 1947 року — на кораблі «Exodus», а також про боротьбу євреїв за незалежність у підмандатній Палестині та створення Держави Ізраїль. У центрі сюжету — історія кохання американської медсестри і єврейського підпільника.

## Сюжет
Квітень 1947 року. Кітті Фремонт (Ева Мері Сейнт), молода американська медсестра, яка нещодавно втратила чоловіка, військового кореспондента в Палестині, приїжджає туристкою на Кіпр. Вона приходить до старого друга чоловіка генерала Сазерленда (Ральф Річардсон), командувача британськими військами на острові. Бачачи, як вона страждає без діла, генерал пропонує їй влаштуватися на роботу до табору біженців-євреїв у Караолосі. Більшість цих людей зійшли з кораблів, що прямували в Палестину, й затриманих після догляду англійцями, які хочуть відправити всіх пасажирів назад до Німеччини. У таборі Кітті знайомиться з 14-річною Карен (Джилл Гейворт), прийомною донькою данської подружньої пари; Кітті хоче забрати її з собою в Америку. Тим часом Арі Бен Канаан (Пол Ньюман), активіст організації «Хаганна», що веде мирну боротьбу за утворення держави Ізраїль, таємно висаджується на острові та готує відправлення з табору до Палестину 600 євреїв, що нещодавно припливли на борту корабля «Зірка Давида». Він купує старе вантажне судно під назвою «Олімпія» у доктора Мандрії, кіпріота, що симпатизує євреям, і, назвавшись англійським сержантом, наказує навантажити людей на «Олімпію». Головна мета операції — розбурхати громадську думку напередодні голосування в ООН з приводу розділу Палестини і створення ізраїльської держави.
Генерал Сазерленд повідомляє людей на кораблі, що він перекрив усі виходи з порту. Він відправляє Кітті емісаром на борт «Олімпії», перейменованою у «Вихід». Емігранти прийняли рішення оголосити голодування. Кітті вступається за них перед генералом, який завжди прихильно ставився до євреїв. Він вирушає до Лондона, щоб викласти суть проблеми начальству, й подає у відставку. «Вихід» отримує добро на зняття з якоря. Карен не приймає пропозицію Кітті вирушити з нею до Америки (навпаки, вона хоче знайти в Палестині свого рідного батька); замість цього Кітті, яка раніше непросто ставилася до євреїв, тепер подорожує з ними. Ледве прибувши в Хайфу, Дов Ландау (Сел Мінео), один з молодих емігрантів, зв'язується з терористичною організацією «Ірґун», що веде боротьбу за вигнання англійців з Палестини. Він хоче вступити в організацію, але його заарештовують.
Частина емігрантів, що прибули на «Виході» в Галілею, супроводиться у невелике село Ган-Дафна, де народився Арі. Його батько Барак Бен Канаан (Лі Дж. Кобб) зустрічає нових поселенців промовою, в якій дякує другу дитинства Арі, батькові юного араба Тахі, за те, що той поступився цією територією євреям. У Хайфі відпускають на свободу Дова Ландау. Він знову зв'язується з «Ірґун» і розмовляє з керівником організації Акивой Бен Канааном, рідним братом Барака і дядьком Арії (Барак, втім, цілком і повністю засуджує його дії; Акива давно вже помер в його очах). Дов вимушений признатися, що в Освенциме співпрацював з фашистами, щоб вижити; після цього він приймає клятву вірності організації. Ари просить зустрічі з дядьком. «Хаганна» доручила йому налагодити контакт з «Ірґун» за умови, що остання відмовиться від терактів, які можуть пошкодити захисту єврейських інтересів в ООН. Акива не готовий відмовитися від бомбових атак, і зустріч закінчується нічим.
У Ган-Дафні Арі, закоханий в Кітті, знайомить її зі своєю родиною. Арі й Кітті приводять Карен до її батька, який знайшовся в Єрусалимі. Старий так важко пережив депортацію, що мовчить і не спілкується із зовнішнім світом. Як тільки Карен йде від батька, неподалік, в готелі «Цар Давид», лунає вибух; цей теракт, що забрав безліч життів, викликає в дівчини нервовий зрив. Бомбу заклав Дов. Він повертається до штабу організації та приймає поздоровлення від Аківи. Але англійські солдати вислідили його і вдираються у будівлю. Аківа заарештований, Дову вдається втекти. Аківа і його соратники засуджені до смерті й поміщені до в'язниці Акри, де Аківу відвідує брат. Брати бачаться вперше за десять років, і почуття заважають їм говорити. Арі готує напад на в'язницю. Він звертається до «Ірґун» з проханням, щоб Дов добровільно здався владі та виконав частину плану в стінах в'язниці. Операція проходить успішно; всі полонені звільнені. Арі й Аківа від'їжджають на машині, але дорогою натикаються на загородження, встановлене англійцями. Арі важко поранений, Аківа — смертельно. Арі роблять операцію і ховають його в рідному селі Тахі неподалік від Ган-Дафни. Єдиний лікар Ган-Дафни заарештований англійцями, тому Кітті рятує Арі, зробивши йому укол прямо в серце.
29 листопада 1947 ООН голосує за розділ Палестини на єврейську і арабську держави. Це величезна перемога для євреїв, але водночас — початок кровопролитних конфліктів з арабами. Колишній фашистський офіцер надає 80 своїх людей старійшині рідного села Тахи, щоб розправитися з навколишніми євреями. Таха попереджає про цей Арі, і той вночі евакуює дітей. Дов передає в село наказ: битися до останньої краплі крові. Він признається Карен, з якою познайомився на борту «Вихода», що хоче на ній одружитися. У арабському селі Арі виявляє повішеного Таху. Дружба з євреями довела його до ганебної смерті. Дов знаходить тіло Карен, убитою вночі арабами. Молодих людей ховають поруч. Цього дня обидві нації об'єднані болем; можливо, коли-небудь їх об'єднає мир. Арі, Дов та інші вирушають на бій.

## У ролях
| • Пол Ньюман      | … | Арі Бен Канаан    |
| • Ева Мері Сейнт  | … | Кітті Фремонт     |
| • Ральф Річардсон | … | генерал Сазерленд |
| • Пітер Лофорд    | … | майор Колдуелл    |
| • Лі Дж. Кобб     | … | Барак Бен Канаан  |
| • Сел Мінео       | … | Дов Ландау        |
| • Джон Дерек      | … | Таха              |
| • Г'ю Гріффіт     | … | Мандрія           |
| • Грегорі Ратофф  | … | Лакавіч           |
| • Фелікс Ейлмер   | … | доктор Ліберманн  |

| • Девід Опатошу     | … | Аківа Бен Канаан      |
| • Джилл Гейворт     | … | Карен Ганзен          |
| • Маріус Горінг     | … | фон Шторх             |
| • Александра Стюарт | … | Джордана              |
| • Майкл Вейджер     | … | Давид                 |
| • Мартін Бенсон     | … | Мордехай              |
| • Мартін Міллер     | … | доктор Оденгайм       |
| • Джордж Магаріс    | … | Йоав                  |
| • Джон Кроуфорд     | … | капітан Генк Шлозберг |

## Знімальна група
- Автор сценарію — Далтон Трамбо (за романом Леона Юріса «Вихід», 1958)
- Режисер-постановник — Отто Премінґер
- Продюсер — Отто Премінґер
- Оператор — Сем Лівітт
- Композитор — Ернест Голд
- Монтаж — Луїс Р. Лоффлер
- Артдиректор — Річард Дей

## Виробництво

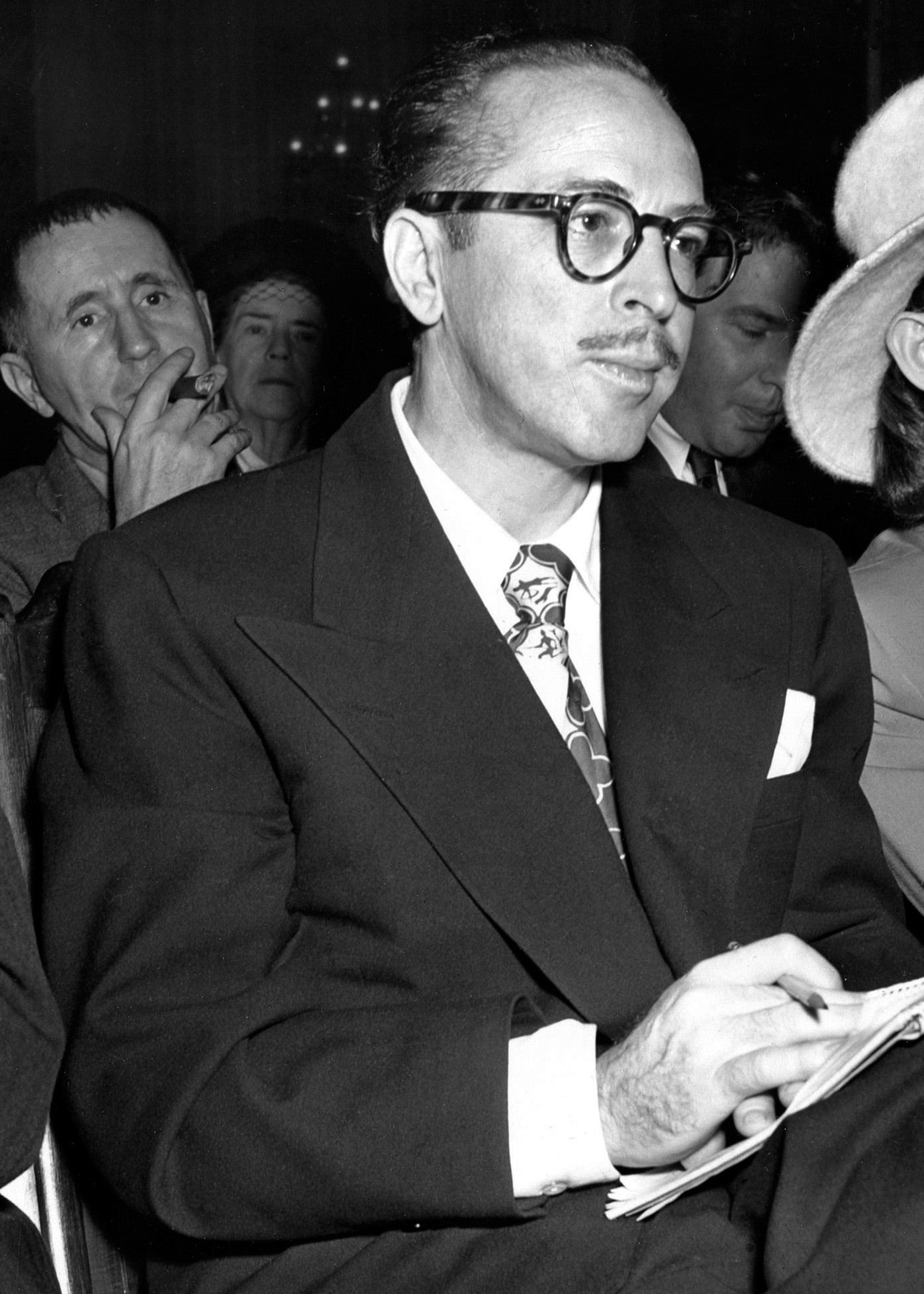
Сценарист фільму Далтон Трамбо

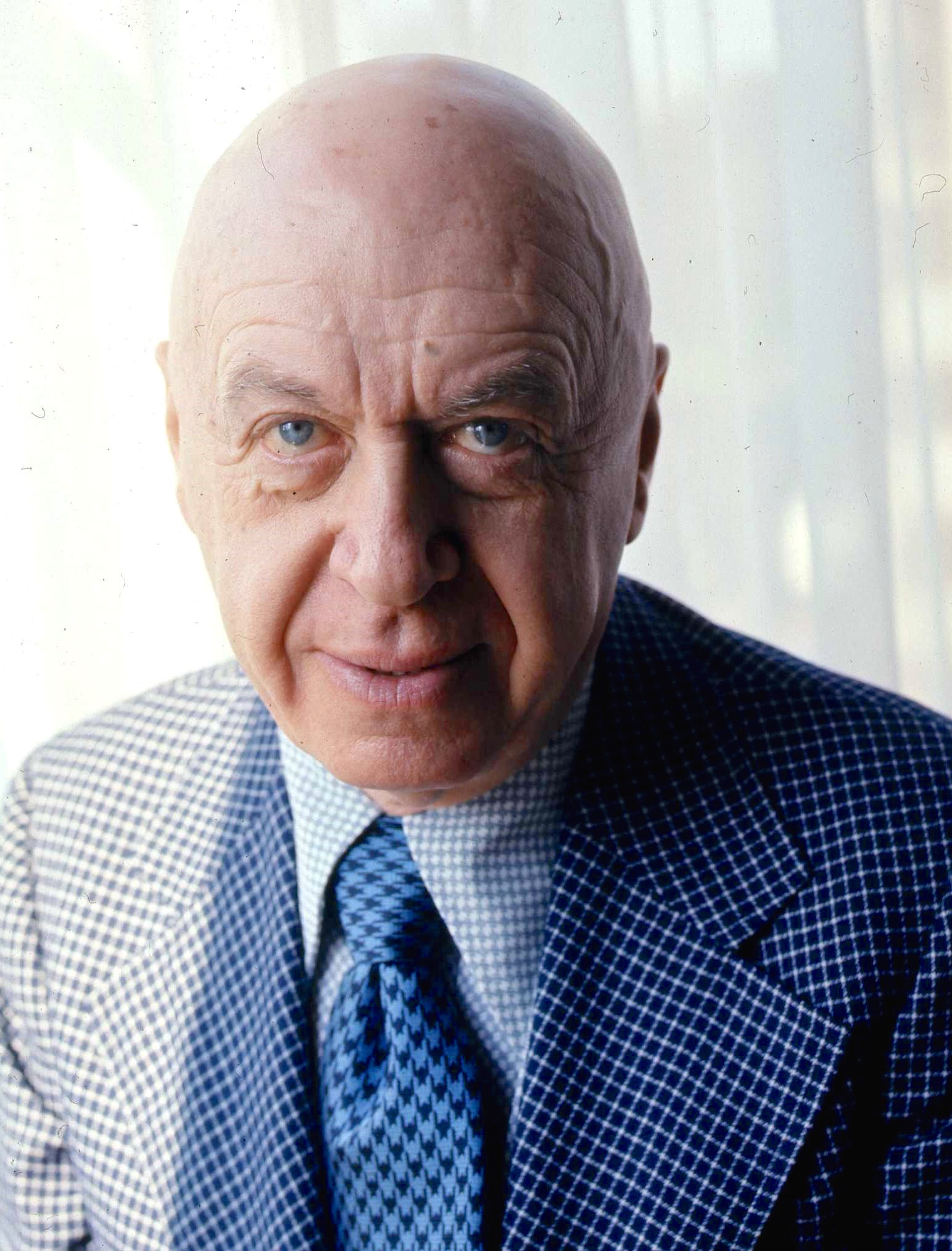
Режисер фільму Отто Премінґер

Ідея «Виходу» належить Дорі Шері, високопоставленому чину студії «MGM»; саме він надихнув на працю Леона Юріса та замовив йому роботу над книгою, яка зобов'язана була стати бестселером. Потім «MGM» визнала занадто ризикованою затію з екранізацією (загроза бойкоту, і таке інше). За посередництва свого брата Інго, літературного агента, Преміндґер викупив права на книгу. Спочатку він попросив самого Юріса написати сценарій, але відкинув сценарій самого автора роману, невдоволений його роботою, особливо діалогами. Цей закид Премінґера став приводом для багаторічного конфлікту між Юрісом і режисером.
Отто Премінґер звернувся за написанням сценарію до Альберта Мальца, що був на той момент в «чорному списку Голлівуду». Проте, сценарій Мальца також не влаштував Премінґера через розмір — у сценарії було 400 сторінок при звичайному розмірі від 150 до 160-ти. Після невдачі з Мальцем Премінґер замовив сценарій іншому фігурантові «чорного списку» — Далтона Трамбо, клієнта свого брата.. Давши роботу Трамбо як сценаристові, Премінґер поклав край «чорному списку».
Фільм був знятий на місцях подій, «у божевільному і в той же час спокійному темпі»: 14 тижнів зйомок після піврічної інтенсивної підготовки, та став «найенергійнішим і найбезтурботнішим» фільмом в режисерській кар'єрі Премінгера.

## Зв'язок з реальними подіями
Ряд подій і осіб, описаних у фільмі, існували в реальності, а герої фільму мали історичні прототипи. Зокрема, перша частина фільму заснована на реальній історії корабля «Exodus». У 1947 році дійсно стався масова втеча в'язнів з в'язниці в Акко. Бойовики Ірґуна насправді підірвали готель «Цар Давид», де був розташований британський штаб. Прототипом Аківи став керівник Ірґун і майбутній прем'єр-міністр Ізраїлю Менахем Бегін. Девід Опатошу, що зіграв Аківу, також грав роль Менахема Бегіна у фільмі «Рейд на Ентеббе».
Проте деякі історичні події викладені помилково. Так, Карен розповідає Дову про те, як король Данії Кристіан публічно носив жовту зірку в знак солідарності з данськими євреями під час нацистської окупації, повторюючи цю міську легенду з оригінального роману. Насправді ні данські євреї, ні король Крістіан не носили жовтих зірок. Легенда виникла після відвідування королем у 1942 році синагоги: у своїй промові він сказав, що «якщо євреїв Данії змусять носити символ, що відрізняє їх від інших співгромадян, то я і моя сім'я теж носитимемо цей символ».
Сел Мінео та Джил Гейворт, герої яких за сюжетом були закохані, продовжили зустрічатися після закінчення зйомок. Проте Сел Мінео був геєм і вони з Джил залишилися просто хорошими друзями.

## Відгуки
Майк Каммінгс вважає фільм занадто поверхневим для серйозного проникнення в задум роману Л. Юріса та відмічає стрибки сюжету від одного персонажа до іншого. При цьому він вважає, що Сел Мінео прекрасно виконав роль полум'яного єврейського патріота і в'язня Освенцима Дова Ландау. Він пише, що низка інших акторів також добре зіграли свої ролі, але, на його думку, світле волосся й блакитні очі Пола Ньюмана знижують достовірність його образу як єврейського підпільника. Каммінгс упевнений, що фільм вартує витрачених на його перегляд часу і грошей та вважає його хорошим нагадуванням про основні історичні факти, пов'язані з народженням Ізраїлю як незалежної держави.
У огляді від редакції сайту FILM4 написано про труднощі втиснення епічного роману в кінематографічні рамки — як за часом, так і за смисловим наповненням. При цьому, на думку редакції, навіть незважаючи на збільшений формат у фільмі все одно спостерігається тривіалізація і одновимірність. Редакція називає фільм пихатим і вважає, що в ньому істотна доля пропаганди сіонізма.
Затягнутий сюжет став приводом для жарту-каламбура. 15 грудня 1960 року на прем'єрі фільму в США комік Морт Сал вигукнув: «Отто, відпусти народ мій»! з натяком на втому публіки і знамениту біблійну фразу, яку у фільмі вимовляє на адресу уряду Великої Британії головний герой

## Нагороди та номінації
| Список нагород та номінацій | Список нагород та номінацій | Список нагород та номінацій                                                    | Список нагород та номінацій | Список нагород та номінацій | Список нагород та номінацій |
| Кінофестиваль/Кінопремія    | Рік                         | Категорія                                                                      | Номінант(и)                 | Результат                   | Дж                          |
| --------------------------- | --------------------------- | ------------------------------------------------------------------------------ | --------------------------- | --------------------------- | --------------------------- |
| Премія «Оскар»              | 1961                        | Найкраща музика до фільму                                                      | Ернест Ґолд                 | Перемога                    |                             |
| Премія «Оскар»              | 1961                        | Найкращий актор другого плану                                                  | Сел Мінео                   | Номінація                   |                             |
| Премія «Оскар»              | 1961                        | Найкращий оператор (колір)                                                     | Сем Лівітт                  | Номінація                   |                             |
| Премія «Золотий глобус»     | 1961                        | Найкращий актор другого плану                                                  | Сел Мінео                   | Перемога                    |                             |
| Премія «Золотий глобус»     | 1961                        | Найкраща оригінальна музика до фільму                                          | Ернест Ґолд                 | Номінація                   |                             |
| Премія «Золотий глобус»     | 1961                        | Найкращий актор-новачок — Жінка                                                | Джилл Гейворт               | Номінація                   |                             |
| Премія «Греммі»             | 1961                        | Найкращий звуковий альбом або запис музичного матеріалу з кіно- або телефільму | Ернест Ґолд                 | Номінація                   |                             |
| Премія «Лавр»               | 1961                        | «Золотий лавр» за акторську гру в ролі другого плану                           | Сел Мінео                   | Перемога                    |                             |
| Премія «Лавр»               | 1961                        | «Золотий лавр» за драматичну акторську гру                                     | Пол Ньюман                  | Номінація                   |                             |
| Премія «Лавр»               | 1961                        | «Золотий лавр» за акторську гру в ролі другого плану                           | Лі Дж. Кобб                 | Номінація                   |                             |